# Mears Ashby
Mears Ashby es un pueblo y una parroquia civil del distrito de Wellingborough, en el condado de Northamptonshire (Inglaterra).

## Demografía
Según el censo de 2001, Mears Ashby tenía 442 habitantes (221 varones y 221 mujeres). 75 de ellos (16,97%) eran menores de 16 años, 332 (75,11%) tenían entre 16 y 74, y 35 (7,92%) eran mayores de 74. La media de edad era de 43,75 años. De los 367 habitantes de 16 o más años, 78 (21,25%) estaban solteros, 237 (64,58%) casados, y 52 (14,17%) divorciados o viudos. 209 habitantes eran económicamente activos, 206 de ellos (98,56%) empleados y otros 3 (1,44%) desempleados. Había 5 hogares sin ocupar y 188 con residentes.
| 339                         | 390 | 442 | 466 | 496 | 489 | - | - | 504 | 431 | 367 | 372 | 385 | 366 | - | 333 | 410 |
| (Fuente: Vision of Britain) |     |     |     |     |     |   |   |     |     |     |     |     |     |   |     |     |